# Montsec de Pedroneta
El Montsec de Pedroneta és un masia situada al municipi d'Àger, a la comarca catalana de la Noguera. Està a una altitud de 1173,2 metres al peu del Serrat de la Corona a la riba del Barranc de Segarra.